# فرنسيس لامبرت
فرنسيس لامبرت (بالفرنسية: François Lambert)‏ هو عالم عقيدة فرنسي، ولد في 1486 في أفينيون في فرنسا، وتوفي في 18 أبريل 1530 في فرانكنبرغ في ألمانيا بسبب طاعون.

## وصلات خارجية
- فرنسيس لامبرت على موقع الموسوعة البريطانية (الإنجليزية)